# محمد غباش
محمد غباش سياسي سوري (موالي دتادف محافظة حلب) هو وزير سوري وأحد قيادات حزب البعث العربي الاشتراكي، وضابط تتدرج في الرتب العسكرية. كما انه اسندت اليه مناصب وزارية في الدولة منها:
- وزير التموين 14 كانون الثاني 1980 - 11 آذار 1984 في حكومة عبد الرؤوف الكسم.[2][2]

- وزيراً للداخلية من ٨ نيسان ١٩٨٥ لغاية ١١ تشرين الثاني ١٩٨٧ حكومة عبد الرؤوف الكسم الثالثة.
- وزير الزراعة من 1 تشرين الثاني 1987 لغاية 29 حزيران 1992 حكومة محمود الزعبي.[3]